# Stazione di Kita-Kamakura
La stazione di Kita-Kamakura (北鎌倉駅?, Kita-Kamakura-eki) è una stazione ferroviaria della città giapponese di Kamakura, nella prefettura di Kanagawa. Si trova nel quartiere di Yamanouchi ed è servita dalle linee Shōnan-Shinjuku e Yokosuka della JR East. La stazione dista 51 km dalla stazione di Tokyo.

## Linee
East Japan Railway Company
■ Linea Shōnan-Shinjuku
■ Linea Yokosuka

## Struttura
La stazione di Kita-Kamakura è realizzata in superficie, con due marciapiedi laterali serventi due binari centrali.
| 1 | ■ Linea Yokosuka        |  | per Ōfuna, Yokohama, Tokyo, Chiba e Aeroporto Narita |
| 1 | ■ Linea Shōnan-Shinjuku |  | per Ōfuna, Yokohama, Shibuya, Shinjuku e Ōmiya       |
| 2 | ■ Linea Yokosuka        |  | per Kamakura, Yokosuka e Kurihama                    |

## Stazioni adiacenti
| «                     | Servizio       | »              |
| Linea Yokosuka        | Linea Yokosuka | Linea Yokosuka |
| --------------------- | -------------- | -------------- |
| Ōfuna                 | Locale         | Kamakura       |
| Linea Shōnan-Shinjuku |                |                |
| Ōfuna                 | Locale         | Kamakura       |